# Zivilisationskollaps
Zivilisationskollaps, auch Zivilisationsuntergang oder Gesellschaftskollaps (englisch societal collapse), bezeichnet den Zusammenbruch bzw. Untergang einer Zivilisation. Da die heutige Menschheit üblicherweise als eine Zivilisation betrachtet wird, ist oft auch das Ende der gesamten menschlichen Zivilisation gemeint (siehe Globales existenzielles Risiko). Unter den Begriff fällt der komplette Kollaps durch Krieg oder Naturkatastrophen, wie auch ein radikaler Systemwechsel ohne Gewalteinwirkung.
Unabhängig von Größe oder Komplexität unterliegen praktisch alle Zivilisationen diesem Schicksal. Einige konnten sich wiederbeleben und transformieren wie China oder Ägypten, während andere sich nie erholten wie z. B. das Maya-Reich oder die Zivilisation der Osterinsel. Der Zivilisationszusammenbruch ist generell ein schneller Prozess und umfasst häufig nur wenige Jahrzehnte, geschieht aber nur selten abrupt, wobei es auch Zivilisationen gibt, die nicht zusammengebrochen sind, sondern nur graduell untergegangen sind, wie es beim Britischen Weltreich (British Empire) seit 1920 der Fall ist.
Kennzeichen für einen Zivilisationskollaps sind unter anderem die Reduktion sozioökonomischer Komplexität, das Versagen öffentlicher Dienste, der Sturz der Regierung, der Verlust kultureller Identität sowie ein Anstieg von Gewalt. Eine kollabierte Zivilisation kann auf einen primitiveren Stand fallen, von einer überlegenen Zivilisation absorbiert werden oder völlig untergehen. Der vollständige Untergang einer Zivilisation ist aber selten – meist sind neue Zivilisationen, die aus den Überresten der alten Zivilisation aufsteigen, ihr Nachfolger, trotz eines dramatischen Rückgangs an Komplexität. Darüber hinaus kann der Einfluss einer kollabierten Gesellschaft, wie z. B. des (west-)römischen Reiches, sehr lange über seinen Untergang hinaus andauern.
Mögliche Gründe eines Zivilisationskollapses umfassen aus traditioneller Forschungssicht Naturkatastrophen, Kriege, Hungersnöte, Epidemien und Entvölkerung. Anthropologen, Historiker und Soziologen haben eine Reihe weiterer Erklärungen für den Kollaps von Zivilisationen vorgeschlagen, bspw. Umweltveränderungen, Ressourcenknappheit, nicht nachhaltige Komplexität, Verfall des sozialen Zusammenhalts, wachsende soziale Ungleichheit, säkularer Rückgang kognitiver Fähigkeiten, Rückgang an Kreativität sowie Pech.
In jüngster Zeit wird von einer wachsenden Zahl an Wissenschaftlern unterschiedlicher Disziplinen, aber auch Militärs, vor dem möglichen oder sogar zunehmend wahrscheinlichen Zusammenbruch von großen Teilen oder sogar der gesamten menschlichen Zivilisation in naher Zukunft (21./22. Jahrhundert, teilweise sogar schon ab 2030) gewarnt. Als mögliche Ursachen des befürchteten globalen Zivilisationszusammenbruchs werden hierbei sowie in weiteren jüngeren Studien bzw. Veröffentlichungen unter anderem benannt:
- das Überschreiten planetarer Grenzen, bspw.
  - die sich verschärfende Klimakrise[4] (drohendes Überschreiten von 1,5 °C globaler Erwärmung bereits 2030)[7][10] und
  - das globale Artensterben.[11]
- das anhaltende Wachstum der Weltbevölkerung (+1,05 % bzw. +81,3 Mio. Einwohner 2020[12]),
- die weltweite soziale Ungleichheit (Armut, Bildung, Gesundheit, politischer Einfluss, sozialräumliche Trennung),
- die unzureichenden zwischenstaatlichen Kooperationen[13] (s. a. Warnung der Wissenschaftler an die Menschheit)

Während dieser Artikel den potentiellen Kollaps durch genannte Gefahrenquellen, sowie die Gründe für vergangene Fälle von Zivilisationskollaps behandelt, kann ein Kollaps wie oben erwähnt natürlich auch durch das Ende der gesamten Zivilisation bzw. der Menschheit herbeigeführt werden. Mögliche Gründe hierfür wären, neben den genannten Überschreitungen planetarer Grenzen:
- ein Krieg mit Kernwaffen[14]
- eine globale Pandemie sowie der versehentliche oder böswillige Einsatz von Biowaffen[15]
- Fortgeschrittene künstliche Intelligenz (AGI), die nicht auf menschliche Werte abgestimmt ist[16]

## Begriff und Konzept
Joseph Tainter fasst gesellschaftlichen Zusammenbruch in seinem fundamentalen Werk The Collapse of Complex Societies (1988) als politischen Prozess, der sich innerhalb weniger Dekaden abspielt und einen substanziellen Verlust soziopolitischer Struktur bedeutet, dargestellt u. a. am Beispiel des Untergangs des Weströmischen Reiches, des im Westen bekanntesten Kollapsbeispiels.
Andere, insbesondere als Reaktion auf das bekannte Werk Collapse (2005) von Jared Diamond, argumentieren in jüngerer Zeit, dass Gesellschaften, die als Beispiele für gesellschaftlichen Zusammenbruch dienen, besser durch Resilienz und soziale Transformation oder Reorganisation verstanden werden können, insbesondere wenn Kollaps als vollständiges Ende politischer Systeme verstanden wird, was nach Shmuel Eisenstadt nirgendwo stattgefunden hat. Eisenstadt betont, dass als entscheidender präventiver Zweck der Untersuchung gesellschaftlichen Kollapses klar zwischen vollständigem oder teilweisem Abstieg sowie Möglichkeiten der Regeneration unterschieden werden muss.
Der Sozialwissenschaftler Luke Kemp analysierte Dutzende Zivilisationen, welche er als Gesellschaften mit Landwirtschaft, verschiedenen Städten, militärischer Dominanz in ihrer geographischen Region und einer kontinuierlichen politischen Struktur definierte, für den Zeitraum von 3000 v. Chr. bis 600 n. Chr. und berechnete, dass die mittlere Lebensspanne einer Zivilisation etwa 340 Jahre beträgt.
Von diesen Gesellschaften waren die dauerhaftesten das Reich von Kusch in Nordostafrika (1.150 Jahre), das Reich von Aksum in Afrika (1.100 Jahre) und die Vedische Zivilisation in Südasien sowie die Olmeken in Mesoamerika (beide 1.000 Jahre), während die kurzlebigsten die Qin-Dynastie in China (14 Jahre) und das Nandareich in Indien (24 Jahre) waren.
Eine statistische Analyse von Zivilisationen durch den Spezialisten für komplexe Systeme Samuel Arbesman schlägt vor, dass ein Kollaps grundsätzlich ein zufälliges Ereignis ist und nicht altersabhängig. Diese Analyse korrespondiert mit der Rote-Königin-Hypothese, die besagt, dass für eine Spezies in schwierigen ökologischen Bedingungen das Aussterben eine ständige Möglichkeit ist.
Gegenwärtige Diskussionen über gesellschaftlichen Kollaps streben danach, zivilisatorische Resilienz, d. h. Selbsterhaltung bzw. Widerstandsfähigkeit, durch Vorschläge zur gesellschaftlichen Transformation zu erreichen.

## Ursachen vergangener Kollapse von Zivilisationen

### Naturkatastrophen
Naturkatastrophen können zum Zusammenbruch von Zivilisationen beitragen oder ihn direkt herbeiführen.

#### Vulkanausbrüche
Vulkanausbrüche (minoische Eruption ca. 16. Jahrhundert v. Chr. (Akrotiri auf Santorin, Pompeji/Herculaneum, römisches Reich, 79 n. Chr. u. a.) haben in historischer Zeit mehrfach ganze Städte bzw. Regionen ausgelöscht.

#### See- und Erdbeben
Extreme See- oder Erdbeben können ebenfalls verheerende Auswirkungen auf lokale Gesellschaften haben, wie z. B. dasjenige vom 21. Juli 365 im östlichen Mittelmeer mit seinen verheerenden Tsunamis, das weitläufig Siedlungen und Städte (in Alexandria überliefert etwa 50.000 Tote) zerstörte.

#### Hitzewellen und Dürren
Die hochentwickelte Indus-Kultur bestand seit etwa 3000 v. Chr., umfasste das heutige Pakistan sowie das nordwestliche Indien und kleinere Teile des heutigen Afghanistan und kollabierte um 1700 v. Chr. Wenngleich die Indus-Schrift umstritten und nicht entziffert ist und damit ihr Untergang rätselhaft bleibt, gibt es Hinweise auf Naturkatastrophen. Zeichen eines graduellen Niedergangs begannen um 1900 v. Chr., und 200 Jahre später waren die meisten Städte verlassen. Archäologische Funde legen einen Anstieg von Gewalt und Infektionskrankheiten wie Lepra und Tuberkulose nahe. Historiker und Archäologen glauben, dass eine ernste und lange anhaltende Dürre und ein Handelsniedergang mit Ägypten und Mesopotamien den Kollaps verursachten.
Die Dürre in Mitteleuropa von 1540 (11 Monate fiel praktisch kein Regen) und die gleichzeitige Hitzewelle – die Temperaturen werden auf fünf bis sieben Grad Celsius über dem Mittel des 20. Jahrhunderts geschätzt – führten zu zahlreichen Wald- und Stadtbränden; Hunger und Durchfallerkrankungen kosteten in der Folge ca. eine halbe Million Menschen in Europa das Leben.

#### Kältewellen
Die Klimaanomalie von 536 bis 550 mit sehr niedrigen Temperaturen und länger verdunkelter Sonne im Mittelmeerraum, wahrscheinlich auf große Mengen Vulkanismus-Aerosole zurückzuführen, bereitete dem Oströmischen Reich wohl Missernten und eine Hungersnot. Endzeitängste und Verunsicherung der Bevölkerung sind überliefert, gleichzeitig tobten Angriffe der wohl ebenfalls hungernden Ostgoten auf das Oströmische Reich, 541–544 brach die Justinianische Pest in der Bevölkerung aus, die unter Nahrungsmangel und eventuell Vitamin-D-Mangel litt.

#### Hochwasser
Die erste Marcellusflut vom 16. Januar 1219 forderte an der deutschen Nordseeküste schätzungsweise 36.000 bis 50.000 Todesopfer. Das Magdalenenhochwasser vom Juli 1342 gilt als möglicherweise schlimmstes Hochwasser des 2. Jahrtausends im mitteleuropäischen Binnenland. An vielen Flüssen wurden die höchsten je verzeichneten Wasserstände registriert. Die Abflussmaxima der Modellrechnungen entsprechen einem statistischen Wiederkehrwert von 10.000 Jahren. Die Masse des erodierten Bodenmaterials betrug ca. 13 Milliarden Tonnen. Das entspricht etwa der Menge, die bei normalen Wetterbedingungen in 2000 Jahren verloren geht. Allein in der Donauregion starben über 6.000 Menschen. Die zweite Marcellusflut vom 16. Januar 1362 führte zum Untergang von Rungholt und dem Verlust einer englischen Stadt; 100.000 ha Land gingen verloren.

#### Wirbelstürme
Der tropische Wirbelsturm Bhola, Bangladesch (damals Ostpakistan)/Indien vom 3. bis 13. November 1970 forderte geschätzt 300.000 bis 500.000 Todesopfer. Die aus ostpakistanischer Sicht völlig unzureichende Hilfsleistung und -verteilung aus Pakistan erzwang im Anschluss Neuwahlen. Die Awami-Liga siegte in Ostpakistan erdrutschartig, die eskalierende Situation führte zum Bangladesch-Krieg, der mit der Unabhängigkeit Bangladeschs von Pakistan endete.

#### Feuer
Das Beispiel der Buschbrände in Australien (Juni 2019 bis März 2020) zeigt eine ungewöhnlich starke Naturzerstörung, welche zumindest punktuell alle Bundesstaaten bzw. Territorien des Landes erfasste und im Ergebnis mehr als 20 % der bewaldeten Flächen Australiens vernichtete. Berechnungen zufolge kamen ca. eine Milliarde Säugetiere, Vögel und Reptilien – ohne Fledermäuse, Wirbellose, Insekten oder Frösche – ums Leben, darunter etwa 33.000 der ca. 80.000 Koalas Australiens. Der Lebensraumverlust könnte gefährdete Arten ausrotten. Die während der Buschbrände aufgetretenen 38 Feuerwolken (Pyrocumulonimbus) reichten bis in die Stratosphäre und waren aufgrund ihrer Windgeschwindigkeiten sowie ihrer Wärmeleistung weder am Boden noch aus der Luft zu bekämpfen.

### Invasion und Massenmigration
Eine rätselhafte lose Allianz räuberischer Seevölker wurde als einer der Hauptgründe für den späten Bronzezeitkollaps im östlichen Mittelmeer identifiziert. Möglicherweise waren die Seevölker selbst Opfer von Umweltänderungen, die zu weit verbreitetem Hunger führten und im Kollaps niederschlugen. Nach der Schlacht von Kadesh gegen die Ägypter 1285 v. Chr. zeigte das Reich der Hethiter Zeichen des Niedergangs. Angriffe der Seevölker beschleunigten den Prozess, während interne Machtkämpfe, Missernten und Hunger als weitere Faktoren dazu beitrugen. Die Ägypter, mit welchen die Hethiter einen Friedensvertrag schlossen, lieferten Letzteren Nahrung in Hungerzeiten, allerdings reichte das nicht aus. Um 1200 vor Christus eroberten die Seevölker einen Hafen an der kleinasiatischen Westküste, was die Hethiter von ihren Handelsrouten für Getreidelieferungen abschnitt. Ḫattuša, die Hethiterhauptstadt, wurde zerstört. Während einige Territorien der Hethiter weiterbestanden, wurden diese von den Assyrern im 7. Jahrhundert vor Christus besetzt.
Die Minoische Kultur auf Kreta basierte auf religiösen Ritualen sowie Seehandel. Um 1450 v. Chr. wurde sie vom mykenischen Griechenland absorbiert. Um 1200 v. Chr. geriet die mykenische Kultur selbst in einen Abstieg aufgrund vielfältiger militärischer Konflikte einschließlich der dorischen Invasion aus dem Norden und Attacken der Seevölker.
Eine Kombination interner Wirren, ökonomischer Schwäche und nicht nachlassender Invasionen germanischer Völker trieb das spätantike weströmische Reich in einen finalen Abstieg. Der letzte weströmische Kaiser, Romulus Augustulus, wurde 476 durch den Germanen Odoaker abgesetzt, welcher sich selbst zum König von Italien krönte.
Im Jahre 1206 erlangte ein Kriegsherr mit dem Titel Dschingis Khan die Herrschaft über alle Mongolen und begann seine Kampagne territorialer Expansion. Die hoch flexiblen und mobilen Reitertruppen der Mongolen erlaubten es ihnen, ihre Feinde mit Effizienz und Schnelligkeit zu besiegen. Die brutalen Plünderungen, welche der Mongoleninvasion während des 13. und 14. Jh. folgten, dezimierten die Bevölkerungen von China, Russland, dem Mittleren Osten sowie dem islamischen Zentralasien. Spätere Mongolenherrscher wie Timur zerstörten viele Städte, töteten Tausende Menschen und verursachten irreparable Schäden an den antiken Bewässerungssystemen von Mesopotamien. Diese Invasionen transformierten sesshafte in nomadische Gesellschaften. In China wurde durch eine Kombination von Krieg, Hunger und Pest während des Mongolensturms die Bevölkerungszahl halbiert – ein Rückgang von ca. 55 Millionen Menschen. Die Mongolen verdrängten darüber hinaus große Zahlen von Menschen und schufen Machtvakuen.

### Hunger, Wirtschaftskrisen und innere Wirren
Um 1210 vor Christus lieferte das Neue Reich in Ägypten große Mengen Getreide in das in Auflösung befindliche Hethiterreich, was bedeutet, dass dort Nahrungsmittelknappheit herrschte, nicht aber im Nildelta. Dies änderte sich bald. Obwohl Ägypten in der Lage war, den Seevölkern in der Schlacht von Xois eine finale Niederlage zu bereiten, rutschte Ägypten selbst in einen tiefen Abstieg. Der Kollaps aller anderen Gesellschaften des östlichen Mittelmeers zerstörte etablierte Handelsrouten und verursachte weitreichende ökonomische Depression. Regierungsarbeiter waren unterbezahlt, woraus der erste in der Geschichte verzeichnete Arbeitskampf resultierte, und untergrub die königliche Autorität. Es gab politische Kämpfe verschiedener Teile der Regierung. Schlechte Ernten aufgrund zurückgehender Überflutung des Nils führten zu einer großen Hungersnot. Nahrungspreise stiegen auf das Achtfache ihrer normalen Werte, erreichten gelegentlich sogar das Vierundzwanzigfache. Galoppierende Inflation folgte. Attacken der Libyer und Nubier verschlimmerten die Dinge weiter. Das führte während der Herrschaft der 20. Dynastie (~1187–1064 vor Christus) zum Abstieg Ägyptens von einer Großmacht zu einem tief gespaltenen und geschwächten Staat, welcher später von den Libyern und Nubiern beherrscht wurde.
Die Zeit zwischen 481 und 221 vor Christus war die Zeit der Streitenden Reiche in China, welche endete, als König Zheng von der Qin-Dynastie sechs rivalisierende Teile besiegte und dadurch der erste Kaiser von China wurde mit dem Titel Qin Shi Huang. Als effizienter Herrscher schuf der Kaiser eine disziplinierte und professionelle Armee und führte eine beachtliche Zahl an Reformen ein, wobei er die Sprache vereinheitlichte, eine einzige Währung schuf sowie ein einheitliches Maßsystem. Zusätzlich finanzierte er Dämme und begann die Konstruktion eines ersten Vorläuferwalls der späteren Großen Mauer, um sein Reich gegen nördliche Nomaden zu verteidigen. Trotzdem zerfiel sein Reich nach seinem Tod 210 vor Christus aufgrund innerer Kämpfe und Rebellionen.
Im frühen 14. Jahrhundert litt Britannien unter wiederholten Getreidemissernten aufgrund ungewöhnlich starker Regenfälle und Überflutungen. Viel Vieh verhungerte oder ertrank, Nahrungsmittelpreise schossen in die Höhe. Während König Eduard II. versuchte, mittels Preiskontrollen die Situation zu retten, verweigerten Verkäufer einfach den Verkauf zu so niedrigen Preisen. Das Gesetz wurde schließlich vom Lincoln Parlament 1316 abgeschafft. Bald darauf erlitten Menschen aller Stände Nahrungsmittelknappheit. Viele begannen zu betteln, Kriminalität breitete sich aus und Tiere wurden gegessen, die man normalerweise nicht verspeist. Menschen in Nordengland erlitten Raubüberfälle aus Schottland, sogar Fälle von Kannibalismus sind überliefert. Auf dem europäischen Festland war die Situation ähnlich schlimm. Die Hungersnot von 1315–1317 fiel mit dem Ende der mittelalterlichen Klimaanomalie zusammen und dem Beginn der Kleinen Eiszeit. Einige Historiker vermuten, dass dieser Klimawandel durch den Vulkan Mount Tarawera hervorgerufen wurde, welcher 1314 in Neuseeland ausbrach. Die Große Hungersnot war jedoch nur eine der Katastrophen, die Europa in diesem Jahrhundert traf, welcher der Hundertjährige Krieg und der Schwarze Tod bald folgen sollten. Jüngere Analysen von Baumjahresringen bestätigen historische Aufzeichnungen: Die Sommer von 1314 bis 1316 gehörten zu den nassesten in einer 700 Jahre umfassenden Aufzeichnungsperiode.

### Krankheiten und Seuchen

Ausbreitung der Beulenpest in Europa

Historisch gesehen führte der Beginn der Landwirtschaft zum Anstieg von Infektionskrankheiten. Verglichen mit ihrem Gegenstück, den Sammlern und Jägern, tendierten agrarische Gesellschaften zur Sesshaftigkeit, hätten höhere Bevölkerungsdichten, stünden in häufigem Kontakt mit Vieh, seien eher kontaminiertem Wasservorkommen ausgesetzt sowie höheren Abfallkonzentrationen. Schlechte sanitäre Anlagen, mangelndes medizinisches Wissen, Aberglaube und manchmal eine Kombination von Unglücken verschlimmerten die Problematik. Der Journalist Michael Rosenwald schrieb, dass „die Geschichte zeigt, dass vergangene Pandemien Gesellschaften auf tiefe Art und Weise neu formten. Hunderte Millionen Menschen starben. Reiche gingen unter. Regierungen zerbrachen. Generationen wurden ausgelöscht.“
Im 6. Jahrhundert n. Chr., als das weströmische Reich im Verlauf der Völkerwanderung bereits untergegangen war, hielt Ostrom Stand. Dank eines Friedensvertrages mit den Persern konnte Kaiser Justinian I. sich darauf konzentrieren, Gebiete des weströmischen Reiches zurückzuerobern. Seine Generäle Belisarius und Narses erzielten eine Reihe wichtiger Siege gegen die Ostgoten und die Vandalen. Dennoch wurde die Hoffnung, das Römische Reich wiedererrichten zu können durch den Ausbruch der Justinianischen Pest 541–542 durchkreuzt. Dem byzantinischen Historiker Prokopios von Caesarea zufolge kam die Epidemie ursprünglich aus China und dem nordöstlichen Indien. Während die moderne Forschung die Ursache dem Erregerbakterium Yersinia pestis zuordnen konnte, welches später den Schwarzen Tod bringen würde, die tödlichste Pandemie der Menschheitsgeschichte, bleibt unklar, wie viele Menschen daran starben. Die Schätzungen belaufen sich auf 30 bis 50 Millionen Menschen (bei 200–400 Mio. Einwohnern weltweit (World population – Wikipedia) ca. 7,5 bis 25 % der damaligen Weltbevölkerung), ein signifikanter Anteil der damaligen Weltbevölkerung. Die Plage besiegelte wahrscheinlich Roms Schicksal und verwüstete das Sassanidenreich der Perser. Kalif Abu Bakr nutzte die Möglichkeit, Militärkampagnen zu starten, welche die Sassaniden überrannten und besetzte römische Territorien im Kaukasus, der Levante, Ägypten und weiteren Teilen Nordafrikas. Vor dem Pestausbruch war die Mittelmeerwelt kommerziell und kulturell stabil. Nach der Plage zerfiel sie in drei Zivilisationen, die um die Macht kämpften: Die Islamische Zivilisation, das Byzantinische Reich und das mittelalterliche Europa. Durch die vielen Toten wurden Arbeitskräfte, viele davon waren Sklaven, kritisch knapp. Landbesitzer hatten keine andere Möglichkeit als Teile des Landes an Leibeigene zu verleihen, um das Land zu bearbeiten und gegen militärischen Schutz und andere Privilegien im Gegenzug, was den Beginn des Feudalismus einläutete.
Es gibt Beweise, dass die Expeditionen der Mongolen die Beulenpest in weiten Teilen Eurasiens verbreiteten, was den Ausbruch des Schwarzen Todes im frühen 14. Jahrhundert in Europa begünstigte. Die italienische Historikerin Gabriele de‘ Musi schrieb, dass die Mongolen menschliche Körper während der Belagerung der Stadt nach Caffa (heute Feodossia, Krim) hinein katapultierten und wie Soldaten sie von dort in die mittelalterlichen Häfen brachten. Die Zuordnung der Herkunft des Schwarzen Todes bleibt kontrovers, aber plausibel wegen der komplexen Epidemiologie der Plage. Moderne Epidemiologen glauben nicht, dass der Schwarze Tod eine einzige Ausbruchsquelle nach Europa hat. Forschung in die Vergangenheit dieser Materie ist zusätzlich kompliziert durch Politik und die vergangene Zeit. Es ist schwierig, zwischen natürlichen Pandemien und biologischer Kriegsführung zu unterscheiden, beides war in der menschlichen Geschichte verbreitet. Biologische Waffen sind ökonomisch, da sie einen Todesfall in ein Übertragungssystem verwandeln und daher in bewaffneten Konflikten der Vergangenheit bevorzugt wurden. Darüber hinaus starben bis vor kurzer Zeit mehr Soldaten an Krankheiten als im Kampf. In jedem Fall erlebte Europa in den 1340er Jahren eine Kombination aus Überbevölkerung und Hunger. Als Ergebnis hatten viele Menschen eine geschwächte Immunabwehr, vor allem jene in prekären Situationen. Woher auch immer der Schwarze Tod kam, er tötete etwa ein Drittel der mittelalterlichen Bevölkerung Europas (ca. 25 Mio. Menschen) und 75 bis 200 Mio. Menschen weltweit. Die erweiterten Handelsrouten des späten Mittelalters trugen dazu bei, die Plage rasch zu verbreiten. Es kostete Europa mehr als zwei Jahrhunderte, die alten Bevölkerungszahlen wieder zu erreichen. In der Folge destabilisierte die Plage den größten Teil der Gesellschaft, unterminierte den Feudalismus und die kirchliche Autorität. In Teilen Englands wurden 80 % der in Armut lebenden Menschen getötet. Ökonomische Verelendung und Krieg folgten. In England und Frankreich z. B. tötete eine Kombination aus Plage und Hundertjährigem Krieg etwa die Hälfte der Bevölkerung.

### Demographische Dynamiken
Der griechische Historiker Polybios gibt in seinem teilweise erhaltenen Hauptwerk „Historíai“ den niedrigen Geburtenraten die Schuld am Niedergang der hellenistischen Welt. Er unterstellte, während langwierige und tödliche Epidemien fehlten, seien die Menschen mehr an Unterhaltung, Geld und untätigem Leben interessiert als an Heirat und Kindererziehung. Diejenigen, die Kinder hatten, hätten nicht mehr als eines oder zwei mit der ausdrücklichen Intention, diesen Wohlstand zu hinterlassen bzw. sie in extravagantem Luxus aufwachsen zu lassen. Dennoch ist es schwierig, die damalige Geburtenrate zu schätzen, denn Polybios überliefert keine Zahlen für eine Analyse. Er gab nur ein Narrativ aus seinem Eindruck ihm bekannter Griechen, namentlich der Eliten, sonst wäre der Bevölkerungsrückgang abrupt gewesen. Trotzdem ähnelt der griechische Fall dem römischen.
Etwa 100 v. Chr. wird die Erzählung der romantischen Liebe in Rom populär. In den letzten Jahren der römischen Republik waren römische Frauen dafür bekannt, sich scheiden zu lassen, außereheliche Affären zu haben und eine Abneigung Kinder zu bekommen. Kaiser Augustus betrachtete dies als Gefahr für die gesellschaftliche und politische Ordnung und glaubte, dass die römische Oberschicht zunehmend kosmopolitischer und individualistischer gegenüber dem Establishment des römischen Reiches werden würde, und führte Gesetze ein, die die Geburtenrate steigern sollten. Männer von 20 bis 60 Jahren und Frauen von 20 bis 50 Jahren waren verpflichtet zu heiraten, verwitwete oder geschiedene Individuen im relevanten Alter waren verpflichtet wieder zu heiraten. Ausnahmen waren jenen erlaubt, die bereits drei Kinder hatten im Falle frei geborener Menschen bzw. vier Kinder im Falle befreiter Sklaven. Für politische oder bürokratische Ämter wurden Menschen mit drei legitimen Kindern bevorzugt. Verminderte Erbrechte erwarteten jene, die keinen Nachwuchs hatten. In einer Rede an römische Adlige drückte der Kaiser seine große Sorge über die niedrigen Geburtenraten der römischen Elite aus. Er sagte, befreiten Sklaven werde das römische Bürgerrecht garantiert und römischen Alliierten würden Sitze in der Regierung gegeben, um die Macht und Prosperität von Rom zu steigern, da der „Originalbestand“ sich nicht selbst erhalte und diese Aufgabe Fremden überlasse. Der römische Poet Ovid teilte diese Ansicht.
Diese Politik des Kaisers war erfolglos, beflügelte Nostalgie und Gegenwartsverachtung, bekräftigte rückwärtsgewandte, ländliche, patriarchalische Werte des Römischen Reiches. Wie die griechische Elite, hatte die römische Zugang zu Verhütungsmitteln – obwohl dieses Wissen im mittelalterlichen Europa und der frühen Neuzeit verloren war – und war in der Lage, Sex zu haben, ohne weitere Kinder aufziehen zu müssen. Die Oberschicht der griechisch-römischen Welt war also in der Lage, ihre Geburtenrate zu kontrollieren, und diese Fähigkeit übertrug sich auf die übrigen Schichten, und wegen des Fehlens moderner Medizin, die die Lebenserwartung hätte steigern können, fielen die Bevölkerungszahlen. Dazu kam, dass diese Entwicklung mit weniger Religiosität und dem verstärkten Hinterfragen von Traditionen zusammenfiel, was zusätzlich zu sinkender Fertilität beitrug, wobei immer mehr Menschen zu der Einsicht kamen, dass es ihre Entscheidung sei, nicht die der Götter, wie viele Kinder man hat.
Weitere Bevölkerungsungleichgewichte können auftreten, wenn niedrige Fertilitätsraten mit hoher Abhängigkeit korrespondieren, oder wenn es ungleiche Wohlstandsverteilung zwischen Eliten und Durchschnittsbürgern gibt, was beides für das Römische Reich zutraf.
Verschiedene Schlüsselmerkmale menschlichen Gesellschaftszusammenbruchs können mit Bevölkerungsdynamiken zusammengebracht werden. Beispielsweise litt die einheimische Bevölkerung Cuscos (Peru) zur Zeit der spanischen Eroberungen unter einem ungleichen Geschlechterverhältnis.
Es gibt starke Hinweise darauf, dass menschliche Gesellschaften Bevölkerungszyklen unterliegen. Sehr unterschiedliche Gesellschaften, wie diejenigen Englands und Frankreichs während der römischen, mittelalterlichen und frühen Neuzeit, von Ägypten während der griechisch-römischen und osmanischen Herrschaft, verschiedene Dynastien in China zeigten sämtlich ähnliche Muster politischer Instabilität und Gewalt deutlich häufiger nach Zeiten relativen Friedens, Prosperität und nachhaltigem Bevölkerungswachstum. Quantitativ schließen Perioden der Unruhe vielfach mehr Ereignisse der Instabilität pro Dekade ein, wenn die Bevölkerungszahl zurückgeht, als wenn sie steigt. Trotzdem ist das Erreichen der Tragfähigkeitsgrenze einer Bevölkerungszahl allein nicht ausreichend, allgemeinen Abstieg auszulösen, wenn das Volk vereint bleibt und die Herrschaftsklasse stark bleibt. Andere Faktoren müssen hinzukommen, wie z. B. mehr Bewerber um Elitepositionen als bereitstehen, die zu sozialen Unruhen führen sowie chronische Inflation, welche zu sinkenden Einkommen führt und die fiskalische Gesundheit des Staatswesens gefährden. Im Besonderen führt ein Überschuss junger Männer vorhersehbar zu sozialen Unruhen und Gewalt, insoweit dritt- und höherrangige Söhne Probleme haben, ihre wirtschaftlichen Wünsche zu erfüllen und offener für extreme Ideen bzw. Handlungen werden. Erwachsene in den 20ern sind besonders anfällig für Radikalisierung. Die meisten historischen Perioden sozialer Unruhe ohne externe Trigger wie Naturkatastrophen und die meisten Genozide können leicht erklärt werden als Ergebnis einer aufgebauten Jugendwelle. Wenn diese Trends sich verstärken, gefährden sie das soziale Netz und erleichtern den Abstieg.
Eine grundlegende Studie zum Zusammenhang von Ungleichheit und Ressourcenverbrauch bzgl. Zusammenbruch oder Stabilität von Gesellschaften aus dem Jahr 2014 kommt zu dem Schluss, dass sehr ungleiche (sozial und ökonomisch stark stratifizierte) Gesellschaften grundsätzlich zum Kollaps neigen und, dass wenig ungleiche Gesellschaften genau dann langfristig stabil sind, wenn ihr Ressourcenverbrauch nachhaltig ist.

## Mögliche Ursachen des zukünftigen Kollapses unserer Zivilisation
Alle oben genannten Katastrophen, die vergangene Zivilisationen beendet haben, haben das Potenzial, in Zukunft auch unsere Zivilisation kollabieren zu lassen.
Hinzu kommen allen voran die jederzeit möglichen Katastrophen aus dem Weltraum, die alle zusätzlich sogar das Potenzial haben, in extremer Form auch das vollständige Ende der Menschheit verursachen zu können.
Die meisten dieser Katastrophen wären derzeit kaum von der Menschheit aufzuhalten. Ebenfalls möglich sind aber auch Szenarien, die die Menschheit durch ihr Verhalten selbst direkt verursacht und die diese daher auch selbst abwenden könnte (siehe auch Ende der Menschheit#Mögliche Szenarien menschlichen Ursprungs). Hierzu zählen beispielsweise:

### Überschreiten planetarer Grenzen

#### Beispiele wichtiger planetarer Grenzen
Menschengemachter Klimawandel
Die gegenwärtige globale Erwärmung oder Erderwärmung (umgangssprachlich auch „der Klimawandel“) ist der Anstieg der Durchschnittstemperatur der erdnahen Atmosphäre und der Meere seit Beginn der Industrialisierung. Es handelt sich um einen anthropogenen (= menschengemachten) Klimawandel, da er hauptsächlich auf Aktivitäten der Energie-, Land- und Forstwirtschaft, Industrie, im Verkehrs- und Gebäudesektor zurückzuführen ist, die Treibhausgase emittieren.
Die durch die Verbrennung fossiler Energieträger ausgelöste globale Erwärmung gilt als das größte Marktversagen der Geschichte.
| Rang            | Land                         | 1950  | 1960  | 1970  | 1980  | 1990  | 2000  | 2010  | 2018  | 2018                 | 2018                                  | 2018                     | 2018                     | 2018                                 | 2018                           | 2018                           |
| Rang            | Land                         | 1950  | 1960  | 1970  | 1980  | 1990  | 2000  | 2010  | 2018  | Bevöl- kerung (Mio.) | Anteil an der Welt- bevölke- rung (%) | Umweltschaden (Mrd. US$) | Umweltschaden (Mrd. US$) | globaler Umwelt- schaden- Anteil (%) | Umweltschaden/ Einwohner (US$) | Umweltschaden/ Einwohner (US$) |
| Rang            | Land                         | 1950  | 1960  | 1970  | 1980  | 1990  | 2000  | 2010  | 2018  | Bevöl- kerung (Mio.) | Anteil an der Welt- bevölke- rung (%) | CO₂eq195                 | CO₂eq680                 | globaler Umwelt- schaden- Anteil (%) | CO₂eq195                       | CO₂eq680                       |
| --------------- | ---------------------------- | ----- | ----- | ----- | ----- | ----- | ----- | ----- | ----- | -------------------- | ------------------------------------- | ------------------------ | ------------------------ | ------------------------------------ | ------------------------------ | ------------------------------ |
| 1               | Volksrepublik China          | 79    | 806   | 824   | 1530  | 2520  | 3560  | 8930  | 11256 | 1393,80              | 18,75                                 | 2590                     | 9032                     | 29,71                                | 1858                           | 6480                           |
| 2               | Vereinigte Staaten           | 3150  | 3630  | 4850  | 5170  | 5250  | 6110  | 5780  | 5275  | 328,00               | 4,41                                  | 1214                     | 4233                     | 13,92                                | 3701                           | 12904                          |
| 3               | Indien                       | 77    | 153   | 252   | 357   | 669   | 1070  | 1620  | 2622  | 1371,30              | 18,45                                 | 603                      | 2104                     | 6,92                                 | 440                            | 1534                           |
| 4               | Russland                     | 396   | 897   | 1540  | 2320  | 2560  | 1500  | 1640  | 1748  | 147,30               | 1,98                                  | 402                      | 1403                     | 4,61                                 | 2731                           | 9522                           |
| 5               | Japan                        | 111   | 259   | 834   | 1020  | 1160  | 1270  | 1220  | 1199  | 126,50               | 1,70                                  | 276                      | 962                      | 3,16                                 | 2181                           | 7605                           |
| 6               | Deutschland                  | 524   | 846   | 1080  | 1150  | 1060  | 911   | 842   | 753   | 82,80                | 1,11                                  | 173                      | 604                      | 1,99                                 | 2093                           | 7297                           |
| 7               | Iran                         | 1     | 38    | 93    | 123   | 213   | 378   | 584   | 728   | 81,60                | 1,10                                  | 168                      | 584                      | 1,92                                 | 2053                           | 7159                           |
| 8               | Südkorea                     | 3     | 15    | 59    | 141   | 268   | 448   | 600   | 695   | 51,80                | 0,70                                  | 160                      | 558                      | 1,83                                 | 3087                           | 10766                          |
| 9               | Saudi-Arabien                | 4     | 2     | 41    | 143   | 140   | 255   | 468   | 625   | 33,40                | 0,45                                  | 144                      | 502                      | 1,65                                 | 4306                           | 15015                          |
| 10              | Kanada                       | 150   | 201   | 344   | 431   | 467   | 575   | 561   | 594   | 37,20                | 0,50                                  | 137                      | 477                      | 1,57                                 | 3674                           | 12813                          |
| 11              | Indonesien                   | 12    | 26    | 50    | 136   | 208   | 339   | 470   | 558   | 265,20               | 3,57                                  | 128                      | 448                      | 1,47                                 | 484                            | 1688                           |
| 12              | Brasilien                    | 26    | 62    | 116   | 201   | 225   | 358   | 452   | 500   | 209,40               | 2,82                                  | 115                      | 401                      | 1,32                                 | 549                            | 1916                           |
| 13              | Mexiko                       | 53    | 126   | 188   | 299   | 322   | 417   | 510   | 496   | 130,80               | 1,76                                  | 114                      | 398                      | 1,31                                 | 873                            | 3043                           |
| 14              | Südafrika                    | 72    | 122   | 188   | 238   | 300   | 368   | 447   | 477   | 57,70                | 0,78                                  | 110                      | 383                      | 1,26                                 | 1902                           | 6633                           |
| 15              | Türkei                       | 10    | 20    | 49    | 83    | 157   | 233   | 316   | 417   | 81,30                | 1,09                                  | 96                       | 335                      | 1,10                                 | 1180                           | 4116                           |
| 16              | Australien                   | 58    | 95    | 160   | 229   | 279   | 351   | 408   | 415   | 24,30                | 0,33                                  | 95                       | 333                      | 1,10                                 | 3930                           | 13704                          |
| 17              | Vereinigtes Königreich       | 519   | 627   | 716   | 614   | 613   | 576   | 520   | 372   | 66,40                | 0,89                                  | 86                       | 298                      | 0,98                                 | 1289                           | 4495                           |
| 18              | Italien                      | 48    | 125   | 325   | 419   | 445   | 474   | 430   | 345   | 60,60                | 0,82                                  | 79                       | 277                      | 0,91                                 | 1310                           | 4568                           |
| 19              | Polen                        | 116   | 214   | 326   | 487   | 385   | 324   | 338   | 334   | 38,40                | 0,52                                  | 77                       | 268                      | 0,88                                 | 2001                           | 6979                           |
| 20              | Frankreich                   | 209   | 290   | 471   | 531   | 406   | 421   | 396   | 323   | 65,10                | 0,88                                  | 74                       | 259                      | 0,85                                 | 1142                           | 3981                           |
| 21              | Kasachstan                   | 77    | 160   | 228   | 291   | 268   | 134   | 237   | 309   | 17,80                | 0,24                                  | 71                       | 248                      | 0,82                                 | 3994                           | 13929                          |
| 22              | Taiwan                       | 4     | 14    | 31    | 87    | 128   | 225   | 279   | 285   | 23,30                | 0,31                                  | 66                       | 229                      | 0,75                                 | 2815                           | 9815                           |
| 23              | Thailand                     | 1     | 4     | 16    | 41    | 93    | 185   | 289   | 281   | 66,20                | 0,89                                  | 65                       | 225                      | 0,74                                 | 977                            | 3406                           |
| 24              | Spanien                      | 36    | 57    | 127   | 224   | 236   | 317   | 287   | 276   | 46,70                | 0,63                                  | 64                       | 221                      | 0,73                                 | 1360                           | 4742                           |
| 25              | Vietnam                      | 1     | 7     | 26    | 16    | 22    | 58    | 149   | 271   | 94,70                | 1,27                                  | 62                       | 217                      | 0,72                                 | 658                            | 2296                           |
| 26              | Malaysia                     | 4     | 5     | 16    | 30    | 62    | 146   | 241   | 258   | 32,50                | 0,44                                  | 59                       | 207                      | 0,68                                 | 1827                           | 6370                           |
| 27              | Ägypten                      | 11    | 18    | 24    | 51    | 86    | 123   | 206   | 251   | 97,00                | 1,31                                  | 58                       | 201                      | 0,66                                 | 595                            | 2076                           |
| 28              | Vereinigte Arabische Emirate | 0     | 0     | 15    | 34    | 46    | 105   | 161   | 214   | 9,20                 | 0,12                                  | 49                       | 172                      | 0,56                                 | 5352                           | 18665                          |
| 29              | Argentinien                  | 30    | 49    | 82    | 106   | 111   | 149   | 190   | 210   | 44,50                | 0,60                                  | 48                       | 168                      | 0,55                                 | 1086                           | 3787                           |
| 30              | Ukraine                      | 153   | 326   | 517   | 740   | 742   | 318   | 308   | 197   | 42,30                | 0,57                                  | 45                       | 158                      | 0,52                                 | 1072                           | 3737                           |
| 31              | Pakistan                     | 7     | 15    | 25    | 34    | 72    | 111   | 168   | 196   | 200,60               | 2,70                                  | 45                       | 157                      | 0,52                                 | 225                            | 784                            |
| 32              | Irak                         | 2     | 8     | 24    | 47    | 48    | 73    | 112   | 188   | 40,20                | 0,54                                  | 43                       | 151                      | 0,50                                 | 1076                           | 3753                           |
| 33              | Algerien                     | 4     | 6     | 16    | 67    | 79    | 90    | 121   | 165   | 42,70                | 0,57                                  | 38                       | 132                      | 0,44                                 | 889                            | 3101                           |
| 34              | Niederlande                  | 51    | 75    | 144   | 178   | 163   | 173   | 183   | 162   | 16,90                | 0,23                                  | 37                       | 130                      | 0,43                                 | 2206                           | 7692                           |
| 35              | Philippinen                  | 4     | 9     | 26    | 39    | 43    | 75    | 86    | 148   | 107,00               | 1,44                                  | 34                       | 119                      | 0,39                                 | 318                            | 1110                           |
| 36              | Venezuela                    | 39    | 58    | 76    | 94    | 126   | 157   | 196   | 120   | 31,80                | 0,43                                  | 28                       | 96                       | 0,32                                 | 868                            | 3028                           |
| 37              | Nigeria                      | 2     | 4     | 22    | 69    | 41    | 77    | 93    | 111   | 195,90               | 2,64                                  | 26                       | 89                       | 0,29                                 | 130                            | 455                            |
| 38              | Tschechien                   | 56    | 100   | 153   | 178   | 165   | 128   | 118   | 111   | 10,50                | 0,14                                  | 26                       | 89                       | 0,29                                 | 2432                           | 8483                           |
| 39              | Belgien                      | 85    | 109   | 155   | 156   | 122   | 127   | 115   | 106   | 11,30                | 0,15                                  | 24                       | 85                       | 0,28                                 | 2158                           | 7527                           |
| 40              | Katar                        | 0     | 0     | 8     | 14    | 14    | 38    | 79    | 103   | 2,20                 | 0,03                                  | 24                       | 83                       | 0,27                                 | 10773                          | 37567                          |
| 41              | Usbekistan                   | 8     | 23    | 52    | 87    | 115   | 112   | 106   | 102   | 32,90                | 0,44                                  | 23                       | 82                       | 0,27                                 | 713                            | 2488                           |
| 42              | Kuwait                       | 0     | 8     | 25    | 26    | 52    | 56    | 93    | 100   | 4,00                 | 0,05                                  | 23                       | 80                       | 0,26                                 | 5752                           | 20060                          |
| 43              | Bangladesch                  | 1     | 2     | 4     | 7     | 15    | 31    | 58    | 93    | 166,40               | 2,24                                  | 21                       | 75                       | 0,25                                 | 129                            | 448                            |
| 44              | Chile                        | 9     | 14    | 25    | 24    | 34    | 55    | 70    | 91    | 18,10                | 0,24                                  | 21                       | 73                       | 0,24                                 | 1157                           | 4034                           |
| 45              | Kolumbien                    | 8     | 17    | 25    | 39    | 47    | 58    | 70    | 90    | 49,80                | 0,67                                  | 21                       | 72                       | 0,24                                 | 416                            | 1450                           |
| 46              | Oman                         | 0     | 0     | 1     | 7     | 12    | 23    | 52    | 85    | 4,60                 | 0,06                                  | 20                       | 68                       | 0,22                                 | 4252                           | 14827                          |
| 47              | Turkmenistan                 | 1     | 4     | 9     | 16    | 20    | 27    | 41    | 84    | 5,40                 | 0,07                                  | 19                       | 67                       | 0,22                                 | 3579                           | 12482                          |
| 48              | Rumänien                     | 23    | 62    | 128   | 193   | 171   | 97    | 85    | 80    | 19,30                | 0,26                                  | 18                       | 64                       | 0,21                                 | 954                            | 3326                           |
| 49              | Griechenland                 | 5     | 12    | 28    | 58    | 84    | 103   | 97    | 72    | 10,90                | 0,15                                  | 17                       | 58                       | 0,19                                 | 1520                           | 5300                           |
| 50              | Österreich                   | 23    | 36    | 58    | 61    | 64    | 68    | 73    | 71    | 9,50                 | 0,13                                  | 16                       | 57                       | 0,19                                 | 1720                           | 5997                           |
| restliche Welt* | restliche Welt*              | 298   | 648   | 1308  | 1665  | 1875  | 1624  | 2005  | 3325  | 1325,50              | 17,83                                 | 765                      | 2668                     | 8,78                                 | 577                            | 2013                           |
| Welt            | Welt                         | 06560 | 10400 | 15900 | 20300 | 22800 | 25000 | 32900 | 37887 | 7432,60              | 100                                   | 8718                     | 30401                    | 100                                  | 1173                           | 4090                           |

Das deutsche Umweltbundesamt nennt:

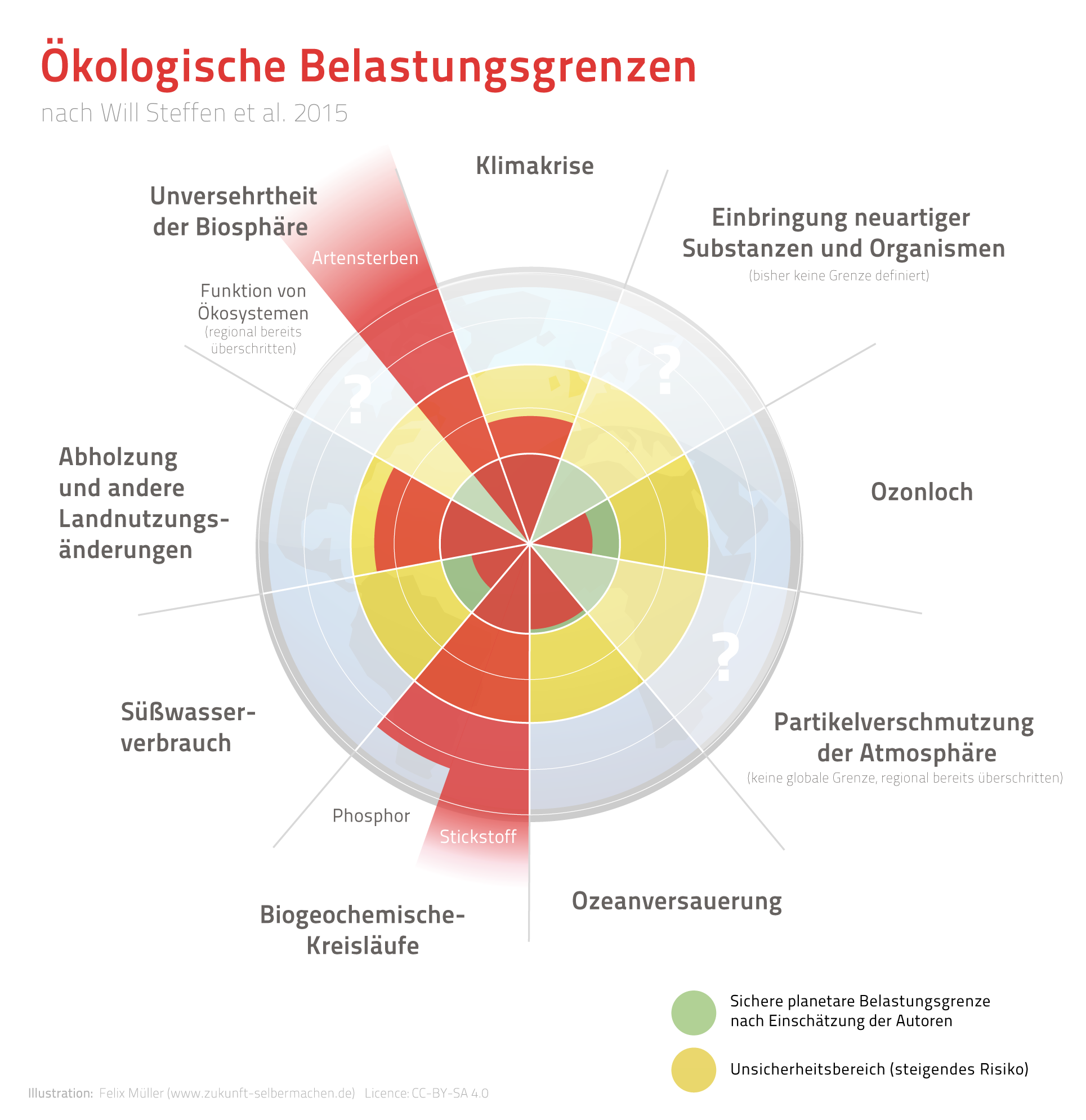
Visuelle Darstellung, in welchem Umfang die planetaren Grenzen aktuell ausgeschöpft oder überschritten sind (nach Will Steffen et al., 2015)

- 195 Euro/Tonne CO2eq unter der Annahme, dass die Wohlfahrt der heute lebenden Generationen höher gewichtet wird als die Wohlfahrt zukünftiger Generationen, und
- 680 Euro/Tonne CO2eq, sofern die Wohlfahrt heutiger und zukünftiger Generationen gleich gewichtet wird.

Dabei verweisen die Autoren darauf, dass sie ein Schadenskostenmodell nutzen, „dessen Ergebnisse im unteren Bereich“ der vollen Bandbreite von Schadenskostenschätzungen liegen.
Am 12. Dezember 2020 forderte der Generalsekretär der Vereinten Nationen, António Guterres, alle Länder dazu auf, den Klimanotstand auszurufen. Die globalen Zusagen der Unterzeichnerstaaten des Pariser Klimaabkommens seien unzureichend und würden bis 2100 zu einer Klimaerwärmung von bis zu 3,2 °C führen.

Land-Ozean-Temperaturindex von 1880 bis heute, mit Bezugszeitraum 1951–1980. Die durchgezogene schwarze Linie ist das globale Jahresmittel und die durchgezogene rote Linie ist die fünfjährige lokal gewichtete Streudiagrammglättung. Die blauen Unsicherheitsbalken repräsentieren die jährliche Gesamtunsicherheit bei einem 95 %-Konfidenzintervall.

2019 warnte ein australischer Thinktank vor einem hochwahrscheinlichen Zusammenbruch der Zivilisation Mitte des 21. Jahrhunderts. Die Folgen der durch die Klimakrise bedingten Sicherheitsbedrohungen seien viel wahrscheinlicher als angenommen. Da historische Vorbilder fehlten, seien sie kaum zu bemessen. Eine Erwärmung um 3° Celsius wie derzeitige Treibhausgasemissionen nahelegen, würde die Umsiedlung von einer Milliarde Menschen erzwingen, zwei Milliarden Menschen hätten keine ausreichende Trinkwasserversorgung mehr, Landwirtschaft in den Subtropen wäre nicht mehr möglich, die weltweite Lebensmittelversorgung wäre gestört, die öffentliche Ordnung in vielen Ländern würde bröckeln bzw. zusammenbrechen. „Die Wahrscheinlichkeit, dass die menschliche Zivilisation endet, ist in diesen Szenarien sehr hoch.“ Weil Informationen für Politiker zu zurückhaltend formuliert seien, sei vielen der Ernst der Lage trotz aller Fakten nicht klar.
Auch die theoretischen Physiker Gerardo Aquino vom Alan Turing Institute in London und Mauro Bologna von der chilenischen University of Tarapacá sagten 2020 einen irreversiblen Kollaps der heutigen Zivilisation innerhalb von 20 bis 40 Jahren voraus, wenn die globale Entwaldung und das Bevölkerungswachstum in gleichem Maß weiter fortschreiten. Die Lebenserhaltungssysteme der Erde hingen von den Wäldern ab, welche Sauerstoff produzierten, CO2 speicherten, die Böden erhielten, den globalen Wasserhaushalt regulierten, Nahrung für Menschen und Tiere lieferten und Horte der Biodiversität darstellten. Der globale Ressourcenverbrauch wurde hier näherungsweise ermittelt durch das Weltbevölkerungswachstum im Verhältnis zur globalen Entwaldung. Ein Drittel der ursprünglichen Wälder sei bereits vernichtet, die Tragfähigkeit der Erde für den Menschen sinke rapide. Jenseits eines Punktes ohne Wiederkehr setze ein desaströser Bevölkerungsrückgang ein, der bei einer stabilen geringeren Bevölkerungszahl ende – oder bei der vollständigen Auslöschung der Menschheit. „Die statistische Wahrscheinlichkeit, diese Situation ohne katastrophalen Zusammenbruch zu überstehen, ist gering.“ Im besten Fall liege sie bei weniger als zehn Prozent. Es sei „schwer vorstellbar, dass sich die zugrunde liegenden Parameter ohne gewaltige kollektive Anstrengung in diesem Zeitraum ändern“.
Hans-Joachim Schellnhuber warnte im April 2020 davor, dass die Interventionszeit der Menschheit, um das Auslösen von Kippelementen durch einen Anstieg der globalen Durchschnittstemperatur um mehr als 2° Celsius zu verhindern, nur noch dreißig Jahre betrage, innerhalb derer die weltweiten Treibhausgasemissionen auf netto Null gesenkt werden müssten. Das Erreichen des eigentlich avisierten 1,5°-Zieles hält er für unrealistisch. Die Industrieländer müssten eigentlich sogar bis 2040 vollständig dekarbonisieren. Anderenfalls würden die Kippelemente ausgelöst werden, was zu weiteren Temperatur- und Meeresspiegelanstiegen führen würde und Teile der Erde unbewohnbar werden würden. Er bezeichnete den gegenwärtigen Zustand als hochgefährliche Krise, die die gesamte Zivilisation fundamental bedrohe. „Es besteht ein großes Risiko, dass wir unsere Zivilisation beenden werden. Der Mensch wird irgendwie überleben, aber wir werden alles zerstören, was wir in den vergangenen 2.000 Jahren aufgebaut haben.“
Der Klimawissenschaftler Will Steffen geht davon aus, dass die Menschheit bereits eine globale Kipppunkt-Kaskade in Gang gesetzt habe. Er äußerte im Juli 2020, dass neun von fünfzehn identifizierten Kipppunkten bereits aktiviert seien. Er schätzt die verbleibende Interventionszeit als zu kurz ein, um den Wandel zu einem nachhaltigeren System zu schaffen. Für das Meereis der Arktis sei es in 30 Jahren zu spät, wenn die Menschheit bestenfalls die Klimaneutralität erreicht habe. Wenn die Menschheit das 1,5°-Ziel nicht erreiche, gelte: „Ein Zusammenbruch ist der wahrscheinlichste Ausgang der aktuellen Fluglinie unseres gegenwärtigen Systems“.
Um den globalen Temperaturanstieg unter 2° Celsius zu halten, müssen die globalen Emissionen bis 2030 halbiert werden. Das entspräche über einen Zeitraum von zehn Jahren einer konstanten jährlichen globalen Reduktion der Treibhausgasemissionen von rund 7 %. Von 1950 bis einschließlich 2019 hat es in keinem einzigen Jahr einen vergleichbaren Rückgang der globalen jährlichen Treibhausgasemissionen gegeben. Selbst in großen Weltwirtschaftskrisen betrug der Emissions-Rückgang maximal 3 % jährlich.
Biodiversität

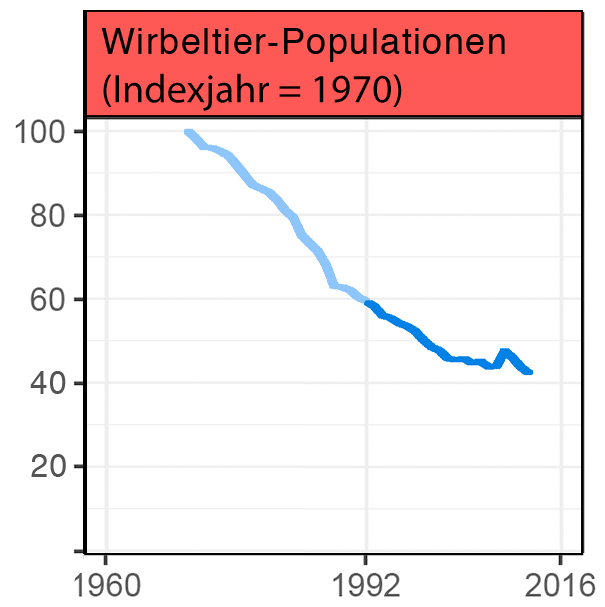
Entwicklung des Artensterbens nach „World Scientists’ Warning to Humanity: A Second Notice“ 2017

Die Weltnaturschutzunion (IUCN) geht davon aus, dass der aktuell registrierte Artenschwund die Rate des normalen Hintergrundaussterbens um das 1.000- bis 10.000-fache übertrifft.
„Der Mensch verursacht gerade das größte globale Artensterben seit dem Verschwinden der Dinosaurier.“ (Eberhard Brandes, WWF Deutschland)
Der Biodiversitätsschutz wird aktuell nur in ca. einem Drittel der Unterzeichnerstaaten ausreichend in die nationale Planung einbezogen. Insgesamt verfehlt die Welt die Zielvorgaben zum Aufhalten des Biodiversitätsverlusts für 2020, wurden weltweit 2015–2020 jährlich im Mittel 10 Mio. ha Wald zerstört, hauptsächlich für die Erweiterung von Agrarflächen. Insgesamt sind 2 Mrd. ha Landfläche geschädigt, wovon 3,2 Mrd. Menschen betroffen sind. Der Handel mit Wildtieren und -pflanzen zerstört Ökosysteme und trägt zur Ausbreitung von Infektionskrankheiten bei.
Stickstoffkreislauf
Für Wachstum und Unterhalt müssen alle Lebewesen stickstoffhaltige Verbindungen mit der Nahrung aus der Umgebung aufnehmen (Stickstoff-Assimilation).
Verschiedene N-O- und N-H-Verbindungen (aus Nebenprodukten von Verbrennungen (Kraftfahrzeuge) und die Emissionen von Ammoniak aus Düngemittelproduktion und Tierhaltung) können durch Stickstoffdeposition eine Eutrophierung (Überdüngung) von Böden und Gewässern bewirken. Durch Nitratauswaschung aus überdüngten Böden wird das Grundwasser belastet. Darüber hinaus wirken Stickoxide als Säurebildner („Saurer Regen“). Ein Überangebot an Stickstoff sowohl über den Luftweg (Stickstoffdeposition) als auch durch Stickstoffdünger in der Landwirtschaft ist ein Hauptgrund für die weltweite Gefährdung der Biodiversität.
Die planetaren Grenzen des Stickstoffkreislaufs sind weit überschritten.
Phosphorkreislauf
Phosphor ist ein essenzieller Nährstoff für alle Lebewesen und ist eine nichterneuerbare Ressource mit limitiertem Vorkommen, konzentriert auf wenige Staaten mit phosphatreichen Mineralvorkommen. Neben dem Artensterben und dem Stickstoffkreislauf hat auch der weltweite Phosphorkreislauf die sicheren Belastungsgrenzen global weit überschritten. Die weltweite anthropogene Einbringung entspricht heute fast dem fünffachen der natürlichen Einbringung und erfolgt zu ca. 90 % über Mineraldünger in der Landwirtschaft. Ein Phosphorfördermaximum-Szenario (analog dem Ölfördermaximum) wird aufgrund der weltweit hohen Nachfrage prognostiziert. Moderne Kläranlagen eliminieren Phosphor in verschiedenen Verfahren und gewinnen so wertvolle Phosphate zurück.
Die planetaren Grenzen des Phosphorkreislaufs sind weit überschritten.

#### Psychologische Faktoren
Kurzfristige Interessen/Gewohnheiten
Der dem marktwirtschaftlichen System innewohnende Wettbewerb um Wachstum und materiellen Wohlstand, teils auch als unvermeidlicher Wachstumszwang postuliert, sucht kurzfristige Erfolge und kurzfristige Wohlfahrt und ist nach dem System- und Wirtschaftszusammenbruch der meisten sozialistischen Länder um 1989/1990 und im Zuge der fortschreitenden Globalisierung dominant geworden auf der ganzen Welt. Eine sektorenübergreifende Analyse von 189 Ländern bezüglich Wasser-, Energie- und Bödenunsicherheit zeigt, dass für diese Länder die wirtschaftliche Globalisierung mit globalen Lieferketten diese Sicherheiten verringert hat.
Dieses System internalisiert (bepreist) aber gegenwärtig die damit verbundenen riesigen externen (Umwelt-)Kosten kaum bzw. in vielen Fällen gar nicht (externer Effekt als größtes Marktversagen der Geschichte). Die Vielzahl an Staaten und nationale, oft gegenteilige, kurzfristige Interessen machen global wirksame Abkommen zum Schutz der menschlichen Lebensgrundlagen schwierig oder verhindern sie lange Zeit, international wie auch innenpolitisch. Das weltweit vorherrschende Wirtschaftssystem und die vorherrschende Lebensweise bedingen in der Folgewirkung auch beim einzelnen Staatsbürger viel kurzfristiges (Konsum-)Denken und Handeln, welches die langfristigen Folgen aufgrund verzerrter Preise durch Marktversagen oft ignoriert oder stark unterschätzt (Allmende-Klemme). Es handelt sich dabei um ein Dilemma zwischen individuellen und kollektiven Interessen.
64 Prozent der Befragten zählen Umwelt- und Klimaschutz zu den wichtigsten gesellschaftlichen Herausforderungen, heißt es in der Umweltbewusstseinsstudie (2019) des Bundesumweltministeriums. Dies spiegelt sich kaum im alltäglichen Handeln wider. 63 Prozent der Befragten stören sich zwar an den Umweltbelastungen beim Pestizideinsatz, dennoch beträgt der Bio-Anteil nur 5 Prozent am gesamten Lebensmittelmarkt.
Gewohnheiten ändern sich langsam – der Anteil der Menschen ab 14 Jahren in Deutschland, die bereit sind, für umweltfreundliche Produkte mehr zu bezahlen, stieg laut Umwelt-Portal Statista von 19,9 Mio. Personen (2016) auf 25,51 (2020).
Schleichende Veränderungen
Es gibt beim Menschen genetisch bedingte Limitierungen, schleichende Veränderungen wahrzunehmen, da die genetische Ausstattung des Homo sapiens im Wesentlichen jener des Steinzeitmenschen vor 30.000 bis 40.000 Jahren entspricht. Dadurch gibt es Wahrnehmungseinschränkungen, z. B. die Unfähigkeit, schleichende, graduelle Umweltveränderungen wahrzunehmen oder kontraintuitive Prozesse zu erfassen usw. (Ornstein & Ehrlich 1989; Forrester 1971). Es gibt bei schleichenden Veränderungen verschiedene Haupthindernisse: Mangelnde Wahrnehmbarkeit, aber u. a. auch mangelndes Wissen und Misstrauen gegenüber der Wissenschaft. Frick (2003) konnte exemplarisch zeigen, dass das umweltbezogene Wissen der deutschschweizerischen Bevölkerung insgesamt relativ gering ist.
Angst
Ängste bzgl. verschiedener internationaler Gefahren haben zwischen 2018 und 2020 insgesamt deutlich zugenommen. Da die abgefragten Gefahren die Stabilität der globalisierten Welt bedrohen können, ist ihre Wahrnehmung und Bewertung durch die Bevölkerung für die globale Zivilisation insgesamt relevant.
Noch vor der Angst vor der Verbreitung von Infektionskrankheiten (69 %) und Terrorismus (66 %) betrachteten 70 % der Befragten aus 14 Staaten (Australien, Belgien, Dänemark, Deutschland, Frankreich, Italien, Japan, Kanada, Niederlande, Schweden, Spanien, Südkorea, Vereinigtes Königreich, Vereinigte Staaten) im Jahr 2020, d. inmitten der Covid19-Pandemie, den globalen Klimawandel als größte globale Bedrohung. Frauen sahen dies signifikant stärker so als Männer.
Mentale Belastungen durch den Klimawandel für Einzelne wie für die Gesellschaft zeigen sich in ihrer ganzen Bedeutung u. a. in persönlichen Berichten von Betroffenen. Nachfolgend ist ein Berichtsauszug der Deutschen Welle zitiert:
„Schon heute leiden wir unter Extremwetter“, sagt Tan. Die 22-jährige Mathematikerin von den Philippinen erinnert sich daran, wie sie als Kind ihren Eltern half, das Hochwasser aus dem Haus zu schöpfen, und wie sie wochenlang bei Kerzenlicht Hausaufgaben machte, wenn nach Stürmen der Strom ausgefallen war. „Ich habe Angst, in meinem eigenen Schlafzimmer zu ertrinken, wenn ich höre, dass ein weiterer Taifun kommt“. Die emotionalen Belastungen, die der Klimawandel jetzt schon mit sich bringt, wirft die Frage auf: Ab welchem Punkt bricht eine Gesellschaft unter diesen Belastungen zusammen? Diese existenzielle Debatte wird derzeit von vielen Fehlinformationen begleitet.
Als gesichert gilt: Noch bevor Tan so alt sein wird wie ihre Mutter heute, nämlich 58 Jahre, wird der Meeresspiegel so weit angestiegen sein, dass die Fluten Manila und zahlreiche andere Städte weltweit jedes Jahr heimsuchen werden. Früher gab es solche gewaltigen Küstenüberschwemmungen nur etwa einmal im Jahrhundert …
… Tan sagt, sie habe „Nacht für Nacht“ geweint, als sich die Berichte mehrten, dass es vermutlich nicht gelingen wird, die Erwärmung auf 1,5 Grad Celsius bis Ende des Jahrhunderts zu begrenzen. „Eine Zeit lang hatte ich jede Hoffnung verloren.“
Eine [YouGov]-Umfrage zu Beginn der Coronavirus-Pandemie zeigte, dass drei von zehn erwachsenen US-Bürgern glauben, dass noch zu ihren Lebzeiten eine apokalyptische Katastrophe eintreten wird. In einer Untersuchung im Jahr 2019 glaubte mehr als die Hälfte der Befragten in Frankreich, Italien, Großbritannien und den USA, dass die Zivilisation in den nächsten Jahren zusammenbrechen wird, in Deutschland glaubten dies 39 Prozent."

#### Politische Faktoren
Mangelnde internationale Kooperation
UN-Generalsekretär António Guterres beklagte Ende 2020 insgesamt völlig unzureichende internationale Kooperationen und Zusagen, um das Pariser Klimaabkommen einzuhalten, welches allerdings keine finanziellen Sanktionen bei Zuwiderhandlungen vorsieht.
James E. Hansen kritisierte, dass das Abkommen nur aus Versprechungen und Zielen bestehe, aber keine festen Zusagen enthalte und bezeichnete die Verhandlungen als „Betrug“.
Die mit der Atmosphäre und den Weltmeeren als öffentlichem Gut aller Staaten seit Jahrzehnten verbundene Trittbrettfahrerhaltung vieler, auch demokratischer Staaten erschwert eine globale Trendumkehr der Treibhausgasemissionen und weiterer ökologisch äußerst schädlicher Entwicklungen.
Zu hohe Kosten je vermiedener Tonne CO2 in Deutschland seien ein international eher abschreckendes Beispiel, man erziele auf globaler Ebene keine Wirkung, kritisieren Wirtschafts-Nobelpreisträger Jean Tirole bzw. die Ökonomen Axel Ockenfels und Christoph M. Schmidt. Letztere schlagen eine Neudefinition erfolgreicher Klimapolitik vor, nämlich nationale Bemühungen am Beitrag zum Aufbau internationaler Zusammenarbeit zu messen. Der Internationale Währungsfonds und Forscher wie William Nordhaus fordern eine weltweite CO2-Steuer, die es in unterschiedlicher Höhe in einzelnen Ländern gibt. Weder existiert eine einheitliche globale CO2-Steuer noch ein weltweiter Emissionshandel wie er in der EU (ETS) für Teile der Industrie und die Stromwirtschaft stattfindet.
Um dem Trittbrettfahrerproblem zu begegnen und das gegenseitige Vertrauen der Staaten untereinander zu stärken und Klimaschutz attraktiv zu machen, schlägt Nordhaus (2015) einen Klimaklub als multilaterales Handelsabkommen mit einheitlichen Standards vor:
- Strafzölle für nicht teilnehmende Staaten, wenn sie Waren an Vertragsstaaten verkaufen
- CO2-Steuern in den teilnehmenden Staaten
- einheitliche Steuertarife für diese CO2-Steuern unter den Vertragsstaaten
- Verständigung über und Vereinheitlichung der CO2-Preise, Steuern und Strafzölle unter den Vertragsstaaten
- einheitliche Ziele zur Verminderung von CO2-Emissionen

Sechs Jahre danach bzw. kurz vor der Bundestagswahl am 26. September 2021 stellte Bundesfinanzminister Olaf Scholz das Konzept am 25. August 2021 beim Treffen der Finanzminister der G7- bzw. der G20-Staaten vor.
Unklare Zuständigkeiten
Die Zuständigkeiten für wesentliche Zivilisationsprobleme wie der Schutz der Lebensgrundlagen sind selbst in hochindustrialisierten Staaten wie Deutschland oft völlig unklar oder lückenhaft, die Verbindlichkeit von Beschlüssen intransparent.
Der Sachverständigenrat für Umweltfragen beklagte 2006, dass die Zuständigkeiten für den Umweltschutz in Deutschland und der EU unklar, unsystematisch, kaum zu bewältigen und damit sogar potenziell auf verschiedenen Ebenen konfliktreich seien:
„Aktuelle Stellungnahme des Sachverständigenrats für Umweltfragen
Datum 8. Februar 2006
Die umweltpolitische Handlungsfähigkeit Deutschlands auch im europäischen und internationalen Rahmen wird substanziell geschwächt, wenn die Koalitionsvereinbarung zur Föderalismusreform vom November 2005 nicht grundlegend überarbeitet wird.
Der Sachverständigenrat für Umweltfragen (SRU) kommt in einer detaillierten Analyse des Vorschlages der Koalitionsarbeitsgruppe zur Reform der bundesstaatlichen Ordnung zu dem Ergebnis, dass die beabsichtigte Neuverteilung der Gesetzgebungskompetenzen im Umweltschutz unsystematisch, lückenhaft und in erheblichem Maße für Bund-Länder-Konflikte anfällig ist. Mit fünf verschiedenen Kompetenzmodellen, die jeweils unterschiedliche Befugnisse von Bund und Ländern festlegen, würde die geplante Föderalismusreform eine weitere Zersplitterung der Materien des Umweltschutzes fördern. Der Entwurf gefährdet auch das selbst gesetzte Ziel der Bundesregierung, ein einheitliches Umweltgesetzbuch zu schaffen. Für wesentliche Bereiche des Umweltschutzes wie den Klimaschutz und die Förderung Erneuerbarer Energien fehlen überhaupt spezielle Kompetenzzuweisungen. Der europarechtlich geforderte und in der Fachwelt als unerlässlich angesehene integrierte Umweltschutz, der Luft, Wasser, Boden und Natur in ihren Wechselbeziehungen betrachten soll, wird vor gravierende, kaum zu bewältigende Regelungsprobleme gestellt.“
Der Kabinettsbeschluss der Bundesregierung vom 3. Dezember 2014, die deutschen Treibhausgasemissionen bis 2020 um 40 % unter das Niveau von 1990 zu senken (Aktionsprogramm Klimaschutz), konnte gar nicht beklagt werden, da er keinen Gesetzescharakter hatte. Dieses Ziel wurde von der 2018 erneuerten Großen Koalition für nicht erreichbar erklärt, im Zuge des deutlichen Rückgangs der gesamtwirtschaftlichen Aktivität im Rahmen der globalen Covid-19-Pandemie dann aber überraschend 2020 doch noch realisiert. Durch das Wiederhochfahren der wirtschaftlichen Aktivität 2021 drohen die Emissionsreduktionen kurzfristig wieder deutlich anzusteigen.
Grundlage der politischen Diskussion und nationaler Verantwortung und damit Zuständigkeit im In- und Ausland sind sehr oft Statistiken, deren Aussagekraft begrenzt ist und die wirklichen Ursachen nicht in vollem Umfang erfassen und Probleme der internationalen Kooperation verdecken können.
Durch den steigenden Anteil importierter CO2-Emissionen sind die gesamten CO2-Emissionen Deutschlands in Wahrheit weniger gesunken als die meist veröffentlichten Zahlen nahelegen. Damit werden aber Deutschlands Klimaschutz-Anstrengungen nicht an den Gesamtemissionen beurteilt, sondern an den Inlandsemissionen. Diese Klimaschutzziele werden leichter bzw. früher erreicht, wenn man CO2-lastige Güter eher importiert.
Medienmanipulation
Als vierter Gewalt kommt den Medien in der Demokratie eine besondere Bedeutung zu, u. a. als Aufklärer, aber auch kritischer Anwalt des öffentlichen Interesses der Bevölkerung. Das Bundesverfassungsgericht kommt in einem Urteil vom 25. April 1972 zu dem Schluss, dass „die freie geistige Auseinandersetzung ein Lebenselement der freiheitlichen demokratischen Ordnung in der Bundesrepublik und für diese Ordnung schlechthin konstituierend [ist]. Sie beruht entscheidend auf der Meinungs-, Presse- und Informationsfreiheit, die als gleichwertige Garanten selbständig nebeneinander stehen.“ Dies ist eine Konkretisierung des Lüth-Urteils von 1958 zur freien Meinungsäußerung. Insofern muss Medienmanipulation als Gefahr für die Demokratie und Gesellschaft betrachtet werden.
In einer Dissertation von Uwe Krüger zum Einfluss der Eliten auf deutsche Journalisten und Medien (2013) konnte ein Modell entwickelt werden, das zeigt, wie Pressure Groups und soziale Netzwerke das Medienverhalten erklären können und dass Leitmedien großteils den laufenden Diskurs der Eliten aufnehmen, ohne dessen Grenzen zu überschreiten bzw. dessen Prämissen kritisch zu hinterfragen. Die Grundthese ist, dass „eine konsensuell geeinte Elite in wichtigen Fragen (Krieg und Frieden, makroökonomische Ordnung) gegen die Interessen eines Großteils der Bevölkerung regieren kann und dass journalistische Eliten zu stark in das Elitenmilieu eingebunden sein könnten, um noch als Anwälte des öffentlichen Interesses kritisch-kontrollierend zu wirken.“ Eine soziale Netzwerk-Analyse von 219 leitenden Redakteuren deutscher Leitmedien in der Untersuchung ergab, dass jeder Dritte informelle Kontakte mit Politik- und Wirtschaftseliten unterhielt, teilweise waren Journalisten der Beratung jener Regierung verpflichtet, die sie in ihrer journalistischen Funktion als Anwälte der Öffentlichkeit kontrollieren und kritisieren sollen.
Künstliche Debatten, die in der Wissenschaft nicht (mehr) existierten, wurden von Medien unterstützt und stellten Behauptungen von Leugnern dar, oft ohne Hinweis, dass dies Gegenthesen zum Stand der Wissenschaft waren und die Leugner Verbindungen zu ideologisch motivierten Think Tanks aufwiesen oder finanzielle Zuwendungen von betroffenen Industriezweigen erhielten, z. B. der fossilen Energiebranche. Es wurden sogar „unabhängige Wissenschaftler“ präsentiert, ohne überhaupt Wissenschaftler zu sein. Auch viele Qualitätsmedien trugen erheblich zur Verbreitung klimawandelskeptischer Thesen bei, indem sie durch vermeintlich „ausgewogene“ Berichterstattung („balance as bias“) einer kleinen Gruppe von Klimawandelleugnern unverhältnismäßig viel Raum in ihrer Berichterstattung einräumten und auf diese Weise die Meinungen dieser Gruppe erheblich verstärkten. Eine Studie von 2004 untersuchte 636 Medienartikel, von denen nur 6 % den wissenschaftlichen Konsens korrekt wiedergaben, indem sie die Erwärmung dem Menschen zuschrieben, ohne eine Gegenthese zu präsentieren.
Gleichzeitig ging die Presse ab etwa 1990 dazu über, Wissenschaftler als zunächst am häufigsten zitierte Quellen durch Politiker als Informationsquellen zu ersetzen.
Lobbyismus
Lobbyismus versucht als Interessenvertretung in Politik und Gesellschaft – vor allem durch die Pflege persönlicher Verbindungen – die Exekutive sowie die Legislative zu beeinflussen. Außerdem wirkt Lobbying vor allem mittels Massenmedien auf die öffentliche Meinung durch Öffentlichkeitsarbeit ein.
Um die Ziele des 2015 in Paris beschlossenen Klimaschutzvertrages zu erfüllen, die menschengemachte globale Erwärmung auf deutlich unter 2 °C zu begrenzen, ist weltweit ein Kohleausstieg bis etwa 2030 notwendig. Es ist daher hochwahrscheinlich, dass die deutsche Kohleindustrielobby bei der Aushandlung des deutschen Kohleausstiegsgesetzes mit darauf hingewirkt hat, dass der Ausstieg erst für 2038, frühestens jedoch für 2035 festgelegt ist, was nicht in Einklang mit dem auch von Deutschland unterzeichneten Pariser Klimaschutzvertrag zu bringen ist und einen recht eindeutigen Verstoß der Bundesregierung gegen das von ihr selbst unterzeichnete Pariser Klimaabkommen darstellt.
Indirekt ergeben sich verschiedene weitere hochwahrscheinliche und tiefgreifende Lobbyeinflüsse auf die Umweltgesetzgebung der Bundesregierung zum Schutz der Lebensgrundlagen vor allem zum Nachteil nachfolgender Generationen, wie das Klimaurteil des BVerfG im März 2021 deutlich macht, welches den Gesetzgeber (d. h. die Bundesregierung) unmittelbar danach und noch vor der Bundestagswahl am 26. September 2021 dazu brachte, die gesetzlich verbindlichen Reduktionsziele für 2030 in praktisch allen Sektoren weiter ganz erheblich zu erhöhen.
Laut der NGO Rainforest Action Work haben alleine die 60 größten Banken der Welt seit dem Pariser Klimaabkommen im Jahr 2015 rund 3.800 Milliarden US-Dollar für Unternehmen in fossilen Industrien bereitgestellt, die Gesamtfinanzierung sei weiterhin im Aufwärtstrend, die im Jahr 2020 bereitgestellten Finanzmittel sogar höher als in den Jahren 2016 oder 2017.
Da dieser Lobbyeinfluss weltweit in verschiedenen Ländern bis hin zu massiver Korruption in den Bereichen der Daseinsvorsorge stattfindet, stellt er in kritischen Sektoren eines der globalen Haupthindernisse für die rechtzeitige Transformation der Weltwirtschaft in eine nachhaltige Wirtschaftsweise dar.

### Eigener Wunsch
Einige hinterfragen den (Selbst-)Erhalt der Menschheit als Gesamtheit kritisch, so zum Beispiel die philosophische Strömung des Antinatalismus oder politische Bewegungen wie das Voluntary Human Extinction Movement. Nicht ganz so radikal ist die weiter verbreitete, zum Beispiel durch den Primitivismus geäußerte Kritik am Erhalt unserer (westlichen) Zivilisation. Die Verbreitung solcher Ideen kann in Zukunft einen freiwilligen Zivilisationskollaps möglich machen.

## Theorien
Historische Analysten haben Myriaden von Theorien vorgeschlagen, um den Aufstieg und Fall von Zivilisationen zu erklären. Diese Theorien entwickelten sich aus rein sozialen und ethischen weiter zu ideologischen und ethnozentrischen schließlich hin zu den heutigen sehr viel anspruchsvolleren, multidisziplinären Studien (engl. collapsology/frz. collapsologie) oder von einzelnen Spezialisten der Geschichtswissenschaft, Anthropologie, Soziologie und Politikwissenschaft sowie in jüngerer Zeit von Experten der Kliodynamik und der Wissenschaft der komplexen Systeme.

### Kognitiver Abstieg und Verlust an Kreativität
Der Anthropologe Joseph Tainter stellte 1990 die Theorie auf, dass kollabierte Zivilisationen im Wesentlichen ihren Gesellschaftsentwurf erschöpften und gleichzeitig unfähig waren, sich an zurückgehende Erträge ihrer (Über-)Lebensweise anzupassen. Dies passt sehr gut zu Toynbees Vorstellung, dass diese Gesellschaften mit Problemen konfrontiert wurden, die sie nicht lösen konnten. Für Toynbee ist der Schlüssel der Zivilisation ihre Fähigkeit, Probleme zu lösen, und eine Zivilisation degradiert oder geht unter, wenn ihre Problemlösungsfähigkeit abnimmt oder stagniert. Der Philosoph Oswald Spengler argumentiert, dass eine Zivilisation in ihrem Abstieg eine Abnahme der Fähigkeit zu abstraktem Denken durchlebt.
Die Psychologen David Rand und Jonathan Cohen vermuten, dass Menschen zwischen zwei breiten Denkmodi umschalten. Der erste Modus ist schnell und automatisch, aber rigide, während der zweite Modus langsam und analytisch, aber flexibler ist. Beide glauben, dass dies erklärt, warum Menschen selbstzerstörerische Gewohnheiten beibehalten, wenn logische Überlegungen sie vor kommenden Gefahren gewarnt hätten. Menschen würden nach der Einführung einer Erfindung, die den Lebensstandard dramatisch erhöht, vom zweiten in den ersten Modus schalten. Rand und Cohen verweisen auf die aktuellen Beispiele des Antibiotika-Missbrauchs, welche zu Bakterien-Resistenzen führen, und dem Versagen, diese als Reserve vorzuhalten. Tainter betont, dass laut Verhaltensökonomie der menschliche Entscheidungsprozess dazu tendiert, irrationaler zu sein, und dass es zunehmend schwieriger wird, eine technologische Lösung für das Problem des Zivilisationskollapses zu finden, während die Rate an Innovationen sinkt (gemessen als Zahl an Innovationen im Verhältnis zum für Forschung und Entwicklung ausgegebenen Geld).
Edward Dutton und der Sozialwissenschaftler Michael Woodley of Menie stellen in At Our Wit’s End (2018) die Behauptung auf, dass, wenn eine Gesellschaft einen gewissen Entwicklungsstand und eine bestimmte Prosperität erreicht, insoweit Intelligenz erblich ist, die Tendenz der kognitiven Elite, relativ wenige Kinder hervorzubringen (negative Korrelation zwischen Intelligenz und Fertilität), ihren Niedergang hervorruft. Die Autoren argumentieren, dass in verschiedenen historischen Gesellschaften wie dem antiken Griechenland, dem antiken Rom, dem antiken China, der islamischen Zivilisation die intelligenten Individuen nicht nur Zugang zu Verhütungsmitteln hatten, sondern diese auch eher effektiv einsetzten. Da das Messen des allgemeinen Intelligenzniveaus (G-Faktor) für Zeiten ohne psychometrische Daten problematisch ist, schlagen die Autoren vor, dieses anhand von Stellvertretern wie der Zahl an Innovationen je Jahrhundert und Milliarde Menschen zu schätzen.

### Soziale und Umweltdynamiken
Was das moderne sesshafte Leben erzeugt, anders als bei nomadischen Jägern und Sammlern, ist die ungewöhnliche moderne wirtschaftliche Produktivität. Diese außergewöhnliche Produktivität ist aber eher ein Zeichen verborgener Schwäche wegen der gesellschaftlichen Abhängigkeit davon und ihres Potentials, ihre eigene Erfolgsbasis zu unterminieren, da sie nicht selbstbegrenzend ist. Dies kann anhand des westlichen Ideals des stetigen Wachstums gezeigt werden.
Wenn eine Bevölkerung wächst und Technologie es vereinfacht, erschöpfliche Ressourcen auszubeuten, werden die zurückgehenden Umwelterträge intransparent. Gesellschaftliche Komplexität ist dann potenziell gefährdet, wenn die Komplexität jenseits der aktuellen Nachhaltigkeit fortschreitet und eine ungeordnete Reorganisation (nach dem daraus folgenden gesellschaftlichen Zusammenbruch) wäre die Folge.
Das Scherenmodell des Malthusianischen Kollapses, in welchem die Bevölkerung grenzenlos wächst, nicht aber die Ressourcen, ist die Vorstellung großer gegenläufiger Umweltkräfte, die ineinander schneiden.
Der vollständige Zusammenbruch wirtschaftlicher, kultureller und sozialer Institutionen mit ökologischen Verbindungen ist das vielleicht bekannteste Bild des Zusammenbruchs. In seinem Buch Collapse: How Societes Choose to Fail or Succeed schlägt Jared Diamond fünf miteinander verbundene Kollapsgründe vor, die sich gegenseitig verstärken können: nichtnachhaltige Ressourcenausbeutung, Klimaveränderungen, zurückgehende Unterstützung befreundeter Gesellschaften, feindliche Nachbarn und unangemessene Haltungen zum Wandel.

### Energiebilanz
Energie hat in der menschlichen Gesellschaft stets eine entscheidende Rolle gespielt. Energieüberschuss ist notwendig für die Arbeitsteilung und das Städtewachstum. Großer Energieüberschuss ist notwendig für umfassenden Wohlstand und kulturelle Annehmlichkeiten. Ökonomische Aussichten fluktuieren in Abhängigkeit vom Zugang einer Gesellschaft zu preiswerter Energie im Überfluss.
Thomas Homer-Dixon und Charles Hall schlagen ein „energy return on investment“ (EROI) -Wirtschaftsmodell vor, welches die Menge des Energieüberschusses misst, den eine Gesellschaft aus der Energie zieht, die sie braucht, um Energie zu erlangen. Während es stimmt, dass Energieknappheit Preise ansteigen lässt und damit einen Anreiz schafft, zuvor unökonomische Quellen zu explorieren und zu extrahieren, die noch immer noch ergiebig sind, würde mehr Energie benötigt, wobei der EROI nicht so hoch sein wird wie ursprünglich erhofft.
Es gebe keinen Überschuss, wenn der EROI 1:1 erreicht wird. Hall zeigte, dass die reale Grenze deutlich darüber liegt, geschätzt bei 3:1, um einen essenziellen Überschuss der Energiekosten einer modernen Gesellschaft zu ermöglichen. Der EROI der meistbegehrten Energieressource Öl ist im vergangenen Jahrhundert von 100:1 auf etwa 10:1 gefallen, mit dem klaren Beweis, dass die natürlichen Erschöpfungskurven allesamt abfallend sind. Ein EROI von mehr als ca. 3 ist schließlich das, was nötig erscheint, um die Energie für wichtige soziale Aufgaben wie Regierung, Rechts- und Finanzinstitutionen, Transportinfrastruktur, Fabrikation, Gebäudekonstruktion und -erhaltung und die Lebensstile aller Mitglieder einer gegebenen Gesellschaft bereitzustellen.
Der Sozialwissenschaftler Luke Kemp zeigte, dass alternative Energiequellen wie Solarpaneele niedrige EROI haben, da sie eine niedrige Energiedichte aufweisen, was bedeutet, dass sie viel Fläche benötigen und erhebliche Mengen knapper Erdmetalle. Charles Hall und seine Kollegen kamen zu demselben Schluss, dass, während es keine Vor-Ort-Verschmutzung gibt, der EROI erneuerbarer Energiequellen möglicherweise zu klein ist, um eine wirkliche Alternative zu fossilen Brennstoffen zu sein, die weiterhin die Mehrheit des menschlichen Energieverbrauchs stellen (79 % in 2019). Darüber hinaus sind erneuerbare Energien inkonstant verfügbar und benötigen große und teure Speichereinrichtungen, um eine Grundlastquelle für das Netz darzustellen (20 % oder mehr). In diesem Fall wäre der EROI sogar noch niedriger. Paradoxerweise verlangt der Ausbau erneuerbarer Energien dafür einen höheren Verbrauch an fossilen Brennstoffen. Menschliche Gesellschaften konnten in den vergangenen Jahrhunderten ihre Energieprobleme mit technologischen Erfindungen lösen oder mildern. Dagegen muss die heutige Gesellschaft aus der Sicht von Hall und seinen Kollegen die schwierige Herausforderung eines sinkenden EROI seiner nützlichsten Energiequelle, der fossilen Brennstoffe, sowie (derzeit) niedriger EROI für (erneuerbare) Alternativen bewältigen.
Der Mathematiker Safa Motesharrei und seine Mitarbeiter zeigten, dass der Gebrauch nichterneuerbarer Energien wie fossiler Brennstoffe Bevölkerungen erlaubt, eine Größenordnung stärker zu wachsen als im Fall des ausschließlichen Verwendens erneuerbarer Ressourcen, und dass sie damit den gesellschaftlichen Kollaps hinauszögern können. Wenn der Kollaps dann schließlich kommt, ist er viel dramatischer. Tainter warnte, dass in der modernen Welt, wenn die Versorgung fossiler Brennstoffe abgeschnitten wird, reines Wasser und Nahrung knapp werden würde und Millionen Menschen innerhalb weniger Wochen im schlimmsten Szenario sterben würden.
Homer-Dixon behauptete, dass sinkende EROI einer der Gründe waren, warum das Römische Reich abstieg und unterging. Der Historiker Joseph Tainter unterstellte dasselbe für das Maya-Reich.

### Modelle der sozialen Reaktion
Laut Joseph Tainter (1990) bieten zu viele Gelehrte einfache Erklärungen für Zivilisationszusammenbrüche an, indem sie eines oder mehrere der folgenden drei Modelle unterstellen:
- Der Dinosaurier sei eine große Gesellschaft, in welcher die Ressourcen in exponentieller Rate verbraucht würden, aber nichts getan werde, das Problem zu beheben, da die Eliten unwillig oder unfähig seien, sich an die reduzierte Verfügbarkeit dieser Ressourcen anzupassen. In diesem Gesellschaftstyp tendierten die Machthaber dazu, alle Lösungen abzulehnen, die von ihrem derzeitigen Handlungskurs abweichen würden. Sie würden stattdessen die Intensivierung favorisieren und eine steigende Zahl von Ressourcen für ihre gegenwärtigen Pläne, Projekte und sozialen Einrichtungen nutzen.
- Der führerlose Zug sei eine Gesellschaft, deren andauernde Funktion von konstantem Wachstum abhängen würde (vgl. Frederick Jackson Turners Frontierthese). Dieser Gesellschaftstyp, ausschließlich auf Erwerb im Sinne von Plünderung oder Ausbeutung basierend, könne nicht unendlich aufrechterhalten werden. Das assyrische, römische und mongolische Reich beispielsweise seien zerbrochen und kollabiert, als keine neuen Eroberungen mehr erzielt werden konnten.
- Das Kartenhaus sei eine Gesellschaft, welche so groß geworden sei und so viele komplexe soziale Institutionen beinhalte, dass sie inhärent instabil und dem Kollaps geweiht sei. Dieser Gesellschaftstyp sei besonders häufig im Ostblock und anderen kommunistischen Nationen anzutreffen gewesen, in welchen alle sozialen Einrichtungen Arme der Regierung oder herrschenden Partei gewesen seien, sodass die Regierung entweder Großhandelsunternehmen ersticken musste (was Abweichung und Subversion ermutigt) oder weniger Autorität ausüben musste als sie behauptete, was ihre Legitimität in den Augen der Öffentlichkeit unterminiert habe. Im Gegensatz dazu beobachtete Alexis de Tocqueville, dass freiwillige und private Unternehmen sogar oft Regierungsfunktionen ergänzen und erbringen würden, insofern diesen erlaubt werde, zu erblühen und auf institutionellem Niveau Legitimität zu erringen. Sie stellten ein Sicherheitsventil bei Widerspruch dar, unterstützten durch Ressourcenallokation, leisteten soziale Experimente ohne notwendigen Regierungszwang und ermöglichten der Öffentlichkeit Vertrauen in die Gesellschaft als Ganzes, selbst in Phasen der Regierungsschwäche.

Tainter kritisiert, dass diese Modelle, obwohl oberflächlich hilfreich, nicht alle Beispiele von Gesellschaftszusammenbrüchen im Einzelnen oder gemeinsam erklären können. Oft werden sie als miteinander verbundenes Auftreten, welches sich gegenseitig verstärkt, angesehen.
Tainter vermutet, dass gesellschaftliche Komplexität eine jüngere und vergleichsweise anomale Erscheinung ist, welche ständige Unterstützung benötigt. Er unterstellt, dass Kollaps am besten verstanden werden kann, indem vier Axiome aufgegriffen werden. In seinen eigenen Worten (S. 194):
- Menschliche Gesellschaften sind problemlösende Organisationen;
- Soziopolitische System verlangen Energie zu ihrer Erhaltung;
- Wachsende Komplexität bedingt erhöhte Kosten pro Kopf;
- Investitionen in soziopolitische Komplexität als problemlösende Antwort erreicht einen Punkt sinkender Grenzerträge.

Mit diesen Tatsachen im Hinterkopf könne Kollaps einfach als Verlust an notwendiger Energie, soziale Komplexität zu gewährleisten, verstanden werden. Kollaps sei daher der plötzliche Verlust sozialer Komplexität, Schichtung, interner wie externer Kommunikation, internem wie externem Austausch sowie Produktivität.

### Toynbees Theorie des Verfalls sowie rezipierende Werke
Der britische Historiker Arnold J. Toynbee untersuchte Aufstieg und Fall von 28 Zivilisationen („A Study of History“, deutsch Der Gang der Weltgeschichte) und kam zu dem Schluss, dass Zivilisationen hauptsächlich aufgrund interner selbst verschuldeter Faktoren kollabierten, obwohl externer Druck eine Rolle spielte. Er vermutete, dass alle Zivilisationen verschiedene Stadien durchleben: Entstehung, Wachstum, Konflikte, universaler Status und Desintegration.
Anders als Oswald Spengler in „Der Untergang des Abendlandes“ vertritt Toynbee keine deterministische, sondern eine evolutionäre, prinzipiell ergebnisoffene Sichtweise.
Der Historiker Carroll Quigley erweitert Toynbees Theorie in „The Evolution of Civilizations“ (1961, 1979). Er argumentiert, dass soziale Desintegration die Veränderung sozialer Instrumente bedeutet, welche aktuelle Bedürfnisse bedienen sollen, aber in Institutionen transformiert werden, die ihrem Eigeninteresse auf Kosten sozialer Bedürfnisse dienen.
Der „Kampf der Kulturen“ (engl. The Clash of Civilizations) von 1997 ist ein politikwissenschaftliches Buch von Samuel P. Huntington, welches das Interesse an Toynbees Werk wiederaufleben ließ und die menschliche Geschichte weitgehend als die Geschichte von Zivilisationen deutet. Das von Politikwissenschaftlern heftig kritisierte Buch enthält die Hypothese, dass es im 21. Jahrhundert zu Konflikten zwischen verschiedenen Kulturräumen, insbesondere der westlichen Zivilisation mit dem chinesischen und dem islamischen Kulturraum kommen könnte.

### Systemwissenschaften
Die Entwicklung einer umfassenden Theorie des Zivilisationskollapses, welche die Komplexität menschlicher Gesellschaften berücksichtigt, bleibt ein ungelöstes Problem. Die Forschung hat momentan sehr wenige Möglichkeiten, die internen Strukturen großer verteilter Systeme, wie menschlicher Gesellschaften, zu identifizieren. Echter struktureller Kollaps scheint in vielen Fällen die einzige plausible Erklärung zu sein, was die Vorstellung stützt, dass solche Strukturen existieren. Trotzdem erscheint die wissenschaftliche Forschung begrenzt auf die Erstellung wissenschaftlicher Narrative, die Systemdenken für vorsichtiges Geschichtenerzählen über systemische Organisation und Veränderung verwendet. Der Evolutionsanthropologe und quantitative Historiker Peter Turchin bemerkte in den 1990er Jahren, dass Modellgleichungen aus der Biologie für die Populationen von Jägern und Beutetieren auch für die Beschreibung der Ontogenese menschlicher Gesellschaften verwendbar sind. Er untersuchte speziell den Zusammenhang politischer Instabilität mit Sozialaspekten wie Einkommensungleichheit und stieß auf wiederkehrende Zyklen der Unruhe in historischen Gesellschaften wie dem antiken Ägypten, China und Russland. Zwei Zyklen, ein langer und ein kurzer wurden identifiziert. Der lange Zyklus, säkularer Zyklus genannt, dauert ungefähr zwei bis drei Jahrhunderte. Eine Gesellschaft startet weitgehend gleich. Ihre Bevölkerungszahl wächst, während die Arbeitskosten sinken. Eine wohlhabende Oberschicht entsteht, während sich das Leben der Arbeiterklasse verschlechtert. Mit steigender Ungleichheit wird die Gesellschaft instabiler mit einer elenden Unterschicht und einer in Kämpfe verstrickten Oberschicht. Die sich verschärfenden sozialen Turbulenzen führen schließlich zum Kollaps. Der kürzere Zyklus dauert ca. 50 Jahre und umfasst zwei Generationen, eine friedliche und eine turbulente. Die USA betrachtend, konnte Turchin Zeiten ernster sozialpolitischer Instabilität identifizieren, nämlich 1870, 1920, 1970. Er sagte im Jahr 2010 voraus, dass die USA 2020 eine Periode der Unruhe mindestens auf dem Niveau von 1970 erleben würden, da der erste Zyklus mit dem turbulenten Teil des zweiten um 2020 zusammenfällt. Auch warnte er davor, dass die USA nicht die einzige westliche Nation unter Stress sind.
Turchins Modell kann nur das große Bild zeichnen und nicht vorhersagen, wie schlimm die Entwicklung werden kann und was genau den Zusammenbruch auslöst. Der Mathematiker Safa Motesharrei hat ebenfalls Jäger-Beute-Modelle auf menschliche Gesellschaften angewendet, mit der Oberschicht und Unterschicht als die beiden verschiedenen Typen von Jägern und natürlichen Ressourcen als Beute. Er fand heraus, dass entweder extreme Ungleichheit oder Ressourcenerschöpfung einen Kollaps bewirken. Ein Kollaps ist aber nur irreversibel, wenn eine Gesellschaft beides zur selben Zeit erlebt, da sich beides gegenseitig befeuert.

## Ausblick
Die gegenwärtigen Anstrengungen der Weltgemeinschaft, in mehr oder weniger regelmäßigen Verhandlungsrunden (UN-Klimakonferenz, Treffen der G7/G20, Münchener Sicherheitskonferenz, Weltbevölkerungskonferenz u. a. m.) und weltweiten Abkommen, aber auch in privaten Verhaltensänderungen, konnten bislang weder
- das deutliche, fortgesetzte, sich sogar bislang steigernde Überschreiten planetarer ökologischer Grenzen (seit etwa 1970, historischer Spitzenwert beim Erdüberlastungstag),
- noch die globale Kriegsbedrohung (u. a. Existenz bzw. Entwicklung von ABC-Waffen, historischer Spitzenwert der Weltuntergangsuhr) zurückdrängen oder
- das mit ursächliche Weltbevölkerungswachstum nachhaltig eindämmen (globaler Zuwachs von etwa 80 Millionen Menschen pro Jahr seit über 35 Jahren),[12]
- noch in den letzten Jahren eine deutlich weniger ungleiche Wohlstandsverteilung erreichen,[141]

sodass, trotz unbestreitbarer Erfolge bei einigen UN-Zielen wie Bildung oder Gesundheit, Ausmaß und Zahl vieler möglicher Auslöser eines Zivilisationskollapses global seit Jahren weiter zunehmen.
Es bestehen dabei einerseits teils große Zielkonflikte zwischen den Nationen, welche Ziele mit welcher Priorität verfolgt werden sollen (vgl. etwa weitere grundsätzliche UN-Ziele wie Bildung, Gesundheit, Armutsbekämpfung, aber auch Demokratisierung, Gleichberechtigung, freie Medienberichterstattung). Andererseits gibt es international aber, bei im Grundsatz unstrittigen Zielen, auch gravierende Uneinigkeiten über Lastenverteilungen und Veränderungsgeschwindigkeiten, Überprüfungsmethoden, Verbindlichkeiten und Zuwiderhandlungsstrafen, historische Verantwortung u. ä.
Trotz überwiegender, grundsätzlicher Anerkennung des Problems scheint die Gefahr der schnellen, sich beschleunigenden Lebensgrundlagenerosion der Menschheit längst nicht ausreichend verständlich für alle erwachsenen Menschen zu sein, selbst in den reichsten demokratischen Ländern mit freiem Informationszugang nicht. Verschwörungsideologien, Wissenschaftsleugnung, Desinformation sowie in Teilen auch die Filterblasen sozialer Medien verunsichern hierbei zusätzlich Teile der Weltbevölkerung und lassen grundsätzlichere, existenzielle Probleme bzw. Gefahren immer wieder in den Hintergrund treten.
In der Folge fehlt insgesamt weltweit seit Jahren die ausreichende Bereitschaft zur zügigen und nachhaltigen gesellschaftlichen Transformation und grundlegenden persönlichen Verhaltensänderung der/des Einzelnen.